# نورتون (کانزاس)
نورتون (به انگلیسی: Norton) شهری در ایالت کانزاس کشور ایالات متحده آمریکا است که جمعیت آن در سرشماری سال ۲۰۱۰ میلادی، ۲٬۹۲۸ نفر بوده‌است.